# Verenigde Staten op de Olympische Winterspelen 1932
Tijdens de Olympische Winterspelen van 1932, die in Lake Placid werden gehouden, nam het gastland, de Verenigde Staten, voor de derde keer deel.

## Medailleoverzicht
| Sport       | Olympiër                        | Discipline    | Medaille |
| ----------- | ------------------------------- | ------------- | -------- |
| Bobsleeën   | Team Verenigde Staten I         | 2-mansbob (m) | Goud     |
| Bobsleeën   | Team Verenigde Staten I         | 4-mansbob (m) | Goud     |
| Schaatsen   | Irving Jaffee                   | 5000 m (m)    | Goud     |
| Schaatsen   | Irving Jaffee                   | 10.000 m (m)  | Goud     |
| Schaatsen   | Jack Shea                       | 500 m (m)     | Goud     |
| Schaatsen   | Jack Shea                       | 1500 m (m)    | Goud     |
| Bobsleeën   | Team Verenigde Staten II        | 4-mansbob (m) | Zilver   |
| Kunstrijden | Beatrix Loughran Sherwin Badger | paarrijden    | Zilver   |
| Schaatsen   | Eddie Murphy                    | 5000 m (m)    | Zilver   |
| IJshockey   | Olympisch team                  | mannen        | Zilver   |
| Bobsleeën   | Team Verenigde Staten II        | 2-mansbob (m) | Brons    |
| Kunstrijden | Maribel Vinson                  | vrouwen       | Brons    |

## Deelnemers en resultaten

### Bobsleeën
| Olympiër                                                | Discipline                        | Resultaat | Prestatie                                       |
| ------------------------------------------------------- | --------------------------------- | --------- | ----------------------------------------------- |
| Hubert Stevens Curtis Stevens                           | 2-mansbob (m) Verenigde Staten I  | Goud      | 8.14,74 (2.13,10 / 2.04,27 / 1.59,69 / 1.57,68) |
| John Heaton Robert Minton                               | 2-mansbob (m) Verenigde Staten II | Brons     | 8.29,15 (2.15,02 / 2.07,51 / 2.04,29 / 2.02,33) |
| Billy Fiske Eddie Eagan Clifford Gray Jay O'Brien       | 4-mansbob (m) Verenigde Staten I  | Goud      | 7.53,68 (2.00,52 / 1.59,16 / 1.57,41 / 1.56,59) |
| Henry Homburger Percy Bryant Paul Stevens Edmund Horton | 4-mansbob (m) Verenigde Staten II | Zilver    | 7.55,70 (2.01,77 / 2.01,09 / 1.58,56 / 1.54,28) |

### Kunstrijden
| Olympiër                        | Discipline | Resultaat | Prestatie             |
| ------------------------------- | ---------- | --------- | --------------------- |
| Roger Turner                    | mannen     | 6e        | pc. 40; 2297,6 punten |
| James Madden                    | mannen     | 7e        | pc. 52; 2049,6 punten |
| Gail Borden                     | mannen     | 8e        | pc. 54; 2110,8 punten |
| William Nagle                   | mannen     | 11e       | pc. 77; 1884,8 punten |
| Maribel Vinson                  | vrouwen    | Brons     | pc. 23; 2158,8 punten |
| Margaret Bennett                | vrouwen    | 11e       | pc. 75; 1826,8 punten |
| Suzanne Davis                   | vrouwen    | 12e       | pc. 83; 1780,4 punten |
| Louise Weigel                   | vrouwen    | 14e       | pc. 92; 1769,4 punten |
| Beatrix Loughran Sherwin Badger | paarrijden | Zilver    | pc. 16; 77,5 punten   |
| Gertrude Meredith Joseph Savage | paarrijden | 7e        | pc. 49; 59,8 punten   |

### Langlaufen
| Olympiër           | Discipline | Resultaat | Prestatie |
| ------------------ | ---------- | --------- | --------- |
| Erling Andersen    | 18 km (m)  | 42e       | 1:58.13   |
| Nils Backstrom     | 50 km (m)  | 19e       | 5:25.40   |
| Norton Billings    | 50 km (m)  | dnf       | opgave    |
| Rolf Monsen        | 18 km (m)  | 33e       | 1:42.36   |
| Richard E. Parsons | 18 km (m)  | 28e       | 1:40.08   |
| Richard E. Parsons | 50 km (m)  | 15e       | 5:13.59   |
| Robert Reid        | 50 km (m)  | 20e       | 5:26.06   |
| Ole Zetterstrom    | 18 km (m)  | 23e       | 1:38.26   |

### Noordse combinatie
| Olympiër        | Discipline | Resultaat | Prestatie                                                          |
| --------------- | ---------- | --------- | ------------------------------------------------------------------ |
| Rolf Monsen     | mannen     | 9e        | 369,30 punten 18 km: 167,40 (1:42.36) schans: 201,90 (54,0+52,0 m) |
| Edward Blood    | mannen     | 14e       | 361,45 punten 18 km: 170,25 (1:41.58) schans: 191,20 (51,5+46,0 m) |
| Lloyd Ellingson | mannen     | 16e       | 354,20 punten 18 km: 160,50 (1:44.14) schans: 193,70 (45,0+56,0 m) |
| John Ericksen   | mannen     | 25e       | 316,30 punten 18 km: 115,50 (1:54.58) schans: 200,80 (49,5+54,0 m) |

### Schaatsen
| Olympiër         | Discipline   | Resultaat | Prestatie                              |
| ---------------- | ------------ | --------- | -------------------------------------- |
| Valentine Bialas | 10.000 m (m) | 5e        | serie 1: 3e, finale: 5e                |
| John Farrell     | 500 m (m)    | 6e        | serie 3: 2e, finale: 6e                |
| Lloyd Guenther   | 1500 m (m)   | series    | serie 2: 6e                            |
| Irving Jaffee    | 5000 m (m)   | Goud      | serie 1: 9.52,0 (1e), finale: 9.40,8   |
| Irving Jaffee    | 10.000 m (m) | Goud      | serie 2: 18.05,4 (1e), finale: 19.13,6 |
| Eddie Murphy     | 5000 m (m)   | Zilver    | serie 1: 2e, finale: 2e                |
| Raymond Murray   | 500 m (m)    | series    | serie 2: 3e                            |
| Raymond Murray   | 1500 m (m)   | 5e        | serie 3: 2.29,9 (1e), finale: 5e       |
| Jack Shea        | 500 m (m)    | Goud      | serie 1: 2e, finale: 44,9              |
| Jack Shea        | 1500 m (m)   | Goud      | serie 2: 2.58,0 (1e), finale: 2.57,5   |
| Allan Potts      | 500 m (m)    | series    | serie 3: 3e                            |
| Eddie Schroeder  | 10.000 m (m) | 8e        | serie 2: 3e, finale: 8e                |
| Carl Springer    | 5000 m (m)   | series    | serie 2: 6e                            |
| Herbert Taylor   | 1500 m (m)   | 6e        | serie 1: 2.49,3 (1e), finale: 6e       |
| Herbert Taylor   | 5000 m (m)   | 4e        | serie 2: 2e, finale: 4e                |
| Edwin Wedge      | 10.000 m (m) | 4e        | serie 1: 4e, finale: 4e                |

### Schansspringen
| Olympiër      | Discipline | Resultaat | Prestatie                              |
| ------------- | ---------- | --------- | -------------------------------------- |
| Caspar Oimoen | mannen     | 5e        | 216,7 punten (63,0+67,5 m)             |
| Peder Falstad | mannen     | 13e       | 199,5 punten (56,0+62,5 m)             |
| John Steele   | mannen     | 15e       | 195,6 punten (55,0+56,0 m)             |
| Roy Mikkelsen | mannen     | dnf       | (52,0) punten (68,0 m+niet gesprongen) |

### IJshockey
| Olympiër | Discipline | Resultaat | Prestatie |
| --- | ---------- | --------- | --- |
| Osborn Anderson John Bent John Chase John Cookman Douglas Everett Franklin Farrel Joseph Fitzgerald Edwin Frazier John Garrison Gerard Hallock Robert Livingston Francis Nelson Winthrop Palmer Gordon Smith | mannen     | Zilver    | finaleronde: 1 - 2 Verenigde Staten - Canada 4 - 1 Verenigde Staten - Polen 7 - 0 Verenigde Staten - Duitsland 5 - 0 Verenigde Staten - Polen 8 - 0 Verenigde Staten - Duitsland 2 - 2 Verenigde Staten - Canada |

België · Canada · Duitsland · Finland · Frankrijk · Groot-Brittannië · Hongarije · Italië · Japan · Noorwegen · Oostenrijk · Polen · Roemenië · Tsjecho-Slowakije · Verenigde Staten · Zweden · Zwitserland